# Comocrus contorta
Comocrus contorta är en fjärilsart som beskrevs av Walker 1864. Comocrus contorta ingår i släktet Comocrus och familjen nattflyn. Inga underarter finns listade i Catalogue of Life.